# Totoche
 (août 2019).
Pour les articles homonymes, voir Totoche (homonymie).
Le personnage de bande dessinée Totoche est né en 1959 sous le crayon du dessinateur Jean Tabary.
Ce dernier lui donnera pour nom de famille Ribata, c’est-à-dire Tabary en verlan.
Totoche est le sympathique chef d'une joyeuse bande de gamins de Paname vivant sur les pentes de la colline de Belleville dans le 19e arrondissement de Paris. Leur lieu de rendez-vous est une cabane située dans un terrain vague du quartier.
Les aventures de ce jeune « titi parisien » et de son équipe paraissent d'abord en strips dans le journal L'Union, puis dans Vaillant le journal le plus captivant, à partir du numéro 713 du 11 janvier 1959. Les aventures de Totoche prendront fin au numéro 694 de Pif Gadget, en juillet 1982.

## Les personnages principaux
- Totoche : le chef de la bande ;
- Christian, Bob et Paulot : le trio de fidèles qui le secondent efficacement ;
- Bouboule : le goulu de la bande, toujours affamé ;
- Hyacinthe : le puits de science et d'invention en tout genre de l'équipe ;
- Corinne : la seule fille de la bande, farceuse surtout avec son souffre-douleur Jeannot ;
- Jeannot : le plus mal fagoté, souffre-douleur de Corinne.

Corinne et Jeannot ont ensuite eu leur propre série, qui se termine en 1987.

## Les aventures de Totoche
La plupart de ces aventures ont d'abord été publiées dans le journal Vaillant ou dans Pif-Gadget. Certaines ne sont parues que dans Totoche-Poche.
1959
- À toute vitesse
- Le blessé
- Le cauchemar

1961
- Belleville-City
- Le meilleur ami de l'homme

1962
- Portrait robot
- Le bolide

1963
- Totoch's Band

1965
- Tous pour un
- Le fils du voleur
- Que d'eau, que d'eau
- Le trésor des oubliettes
- Boules conte balles

1966
- Le grand voyage
- Photo flash
- Les sinistrés
- Service pour rien
- L'ours

1967
- La tempête
- Le messager de la mer
- L'île engloutie
- M. Houstin est en danger de mort
- Le monstre des profondeurs
- Les surprises du camping
- La truite vagabonde
- L'Express de 21 h 22
- Terreur sur les cimes
- La bonne glace

1968
- Sa dernière course
- L'agent secret

1969
- Mystère et boule de gomme
- L'irascible
- L'enveloppe mystérieuse
- L'accaparateur d'enfants
- Le chef
- On déménage
- Un train d'enfer
- Au risque de mourir
- Et pourtant c'est vrai

1970
- À fleur de peau
- Le facteur paie la facture
- À la casse
- Danger auto-stop
- C'est pas humain

1971
- À moins d'un miracle
- L'enfant sauvage ou le descendant des âges farouches
- Les 2 enfants sauvages

1972
- Totoche tourne mal

1977
- Le clochard

1982
- La grande crevasse

## Totoche poche
À partir de juin 1966, le trimestriel de 196 pages au format de poche Totoche Poche publie des aventures de Totoche, soit en republication d'histoire déjà diffusées dans Vaillant, soit en nouveauté. Quarante numéros sont édités jusqu'en mars 1976. Seules les vingt-quatre premières parutions sont l'œuvre de Jean Tabary, les suivantes étant en réalité conçues par son frère Jacques Tabary.
- n°1 (juin 1966) Service pour rien, La leçon de morale et Belleville City.
- n°2 (septembre 1966) L'agent secret, Totoche et le petit chat, Totoche joue Ragnar et Le gros nounours.
- n°3 (décembre 1966) À toute vitesse, L'ours, Le cauchemar et Le blessé.
- n°4 (mars 1967) Monsieur Houstin est en danger de mort, Totoche, sois le bienvenu !, Le Véricimascope.
- n°5 (juin 1967) Le monstre des profondeurs.
- n°6 (septembre 1967) Portrait robot, Les surprises du camping et La truite vagabonde.
- n°7 (décembre 1967) L'express de 21h22, Terreur sur les cimes et La bonne glace.
- n°8 (mars 1968) Tous pour un, le ballon fou.
- n°9 (juin 1968) Que d'eau, que d'eau, le mystère de la planche à clous.
- n°10 (octobre 1968) Le fils du voleur, À toute vapeur.
- n°11 (décembre 1968) Boules contre balles, Le voyage fantastique.
- n°12 (mars 1969) Photo flash, Les aventuriers du ciel.
- n° 13 (juin 1969) Un étrange mécanicien ...
- n°14 (septembre 1969) Pour une cabane et un arbre, Un bateau à la framboise.
- n° 15 (décembre 1969) Drôle de cueillette.
- n° 16 (mars 1970) Sauve qui peut !
- n° 17 (juin 1970) Une invention mystérieuse
- n°18 (septembre 1970) La valise mystérieuse, Suivez le guide et La tempête.
- n° 19 (décembre 1970) Incroyable !
- n° 20 (mars 1971) Un drôle de cinéma.
- n° 21 (juin 1971) À l'abordage.
- n° 22 (septembre 1971) La pêche miraculeuse.
- n° 23 (décembre 1971) Ça fait froid dans le dos.
- n° 24 (mars 1972) Faut pas le dire !
- n° 25 (juin 1972) La mauvaise planque.
- n° 26 (septembre 1972) Une étrange expérience.
- n° 27 (décembre 1972) Drôle de coupe.
- n° 28 (mars 1973) Le p'tit Albert.
- n° 29 (juin 1973) L'héritage.
- n° 30 (septembre 1973)Bienvenue au Gomen.
- n° 31 (décembre 1973) Le fantôme du 82 et L'idole du Korchu
- n° 32 (mars 1974) Les conquérants de l'inutile! et Le sumoka
- n° 33 (juin 1974) Les pirates de Tranquillou.
- n° 34 (septembre 1974) Le godillot mécanique.
- n° 35 (décembre 1974) Les naufragés de la pellicule.
- n° 36 (mars 1975) Vous descendez à la prochaine.
- n° 37 (juin 1975) Klaffouth.
- n° 38 (septembre 1975) Une serviette ordinaire.
- n° 39 (décembre 1975) La cité des sables.
- n° 40 (mars 1976) Le bois des chasseurs et La ballade des autruches.

## Parutions et éditions
Historique des parutions d'albums par éditeurs et dates.
Éditions Vaillant
- 1963	Le meilleur ami de l'homme
- 1964	Le bolide
- 1964	Totoch's Band

Éditions du Lombard
- 1973	Le grand voyage

Éditions Dargaud
- 1974	Le meilleur ami de l'homme (réédition)
- 1974	Les sinistrés
- 1975	Belleville-City
- 1976	Tous des sauvages
- 1977	Portrait robot
- 1977	Le chef

Éditions Glénat
- 1981	Totoche tourne mal

Éditions Dupuis
- 1981	Totoche tourne mal

Éditions de la Séguinière devenues les Éditions Tabary
- 1979	les Récrés de Totoche (2 numéros) format poche.
- 1985	Sa dernière course
- 1985	Le chef (réédition)
- 1988	Le Fils du voleur
- 1992	À moins d'un miracle
- 1997	Le Bolide (réédition)
- 1998	Le Trésor des oubliettes
- 1999	Le meilleur ami de l'homme (réédition)
- 2002	Belleville-City (réédition)
- 2002	Les Totoch's Band (version redessinée)[1]
- 2002	Le Grand Voyage (réédition)
- 2003	Les Sinistrés (réédition)